# تری دورز داون
تری دورز داون (به انگلیسی: 3 Doors Down) نام گروه آمریکایی راک است که در اسکاتاوپا، می سی سی پی در سال ۱۹۹۴ بدست برد آرنولد (خواننده و نوازنده درام)، مت رابرتز ( گیتار نواز) و تود هرل (بیس) شکل گرفت.
گروه پس از موفقیت‌شان در آهنگ کریپتونایت قراردادی با شرکت یونیورسال رکودرز بست و تاکنون بیشتر از ۱۵ میلیون آلبوم در سرتاسر جهان فروخته‌است.
آلبومی به نام خود گروه تری دورز داون در ۲۰ ماه مه ۲۰۰۸ منتشر شد، با فروش ۱۵۴۰۰۰ نسخه در هفته اول انتشار، صدرنشین جدول بیلبرد بود.
این دومین آلبوم متوالی آن‌هاست که پس از آلبوم Seventeen Days (هفده روز) شماره یک جدول را به خود اختصاص داده است. همچنین چهارمین آلبوم‌شان که جزو ۱۰ آلبوم برتر قرار گرفته‌است. این آلبوم شامل ترانهٔ برجستهٔ it's not my time (زمان من فرا نرسیده‌است) و تک ترانهٔ پیشین‌شان به نام Citizen/Soldier (شهروند/سرباز) که برای ستایش گارد ملی سروده شده‌است، می‌شود.

## اعضای گروه
- اعضای فعلی گروه:

برد آرنولد،
کریس هندرسون،
گرگ آپچرچ،
چت روبرتز،
جاستین بیلتونن.
- اعضای قبلی:

تاد هرل،
مت رابرتز،
ریچارد لیلز،
دانیل آدر.

## دوره‌های فعالیت
- سال‌های اولیه ۱۹۹۶-۱۹۹۸
- سال‌های درخشش و اوج‌گیری ۱۹۹۹-۲۰۰۴
- سال‌های ادامه موفقیت ۲۰۰۵-۲۰۱۰
- سال‌های تغییر در ترکیب گروه ۲۰۱۱-۲۰۱۳
- سال‌های پر حاشیه ۲۰۱۴-حال حاضر

## آلبوم‌شناسی
- The Better Life - 2000
- Away from the Sun - 2002
- Seventeen Days - 2005
- 3Doors Down - 2008
- 2011 - Time Of My Life
- 2016 - Us And The Night

## پیوندها
سایت رسمی
1. ↑  «3 Doors Down Cruises To No.1 On Album Chart». بایگانی‌شده از اصلی در 19 اكتبر 2012. دریافت‌شده در ۲۸ مه ۲۰۰۸. تاریخ وارد شده در |archive-date= را بررسی کنید (کمک)